# Kreidler Flory MF 13
Die Kreidler Flory MF 13 ist ein Mofa, das von dem Unternehmen Kreidler von 1976 bis 1978 in capriblauer Farbe hergestellt wurde. Es ist weitgehend identisch mit dem Flory MF 12. Es hat eine 3-Gang-Handschaltung und einen luftgekühlten Zweitakt-Motor mit einem Hubraum von 49 cm³, der 1,5 PS (1 kW) bei 3500/min leistet und eine Bergsteigefähigkeit von bis zu 31 % im ersten Gang erzielen kann. Die 4-Lamellenkupplung läuft im Ölbad. Die Höchstgeschwindigkeit beträgt bei allen Mofas – gesetzlich limitiert – 25 km/h.
Das Standgeräusch wird mit 61 dB (A), das Fahrgeräusch mit 69 dB (A) angegeben.

## Fahrwerk und Kraftübertragung
Das Flory MF 13 hat einen Rohrrahmen mit Teleskopgabel vorne (Federweg 80 mm) und eine Schwinge mit 2 Federbeinen hinten. Gebremst werden die Räder von Vollnaben-Trommelbremsen mit einem Durchmesser von 120 mm. Vom Getriebe zum Hinterrad wird die Kraft über eine Rollenkette übertragen. Das Verhältnis Ritzel zu Kettenrad beträgt 11/40 Zähne.

## Weitere Fahrzeugdaten
Das Mofa ist nur für eine Person zugelassen. Das zulässige Gesamtgewicht beträgt 170 kg. Bei einem Leergewicht von 59 kg ergibt sich somit eine Zuladung von 111 kg. Räder und Bereifung haben vorne und hinten die gleiche Größe, nämlich 2,25-17.
Der Durchmesser des Hinterrades einschließlich der Bereifung beträgt 558 mm. Der Kraftstofftank fasst 5,6l, davon sind 0,6 l Reserve. Der benötigte Kraftstoff ist Zweitakt-Mischung 1:50.
Die Vergaser wurden hergestellt von der Firma Fritz Hintermayr Nürnberg, Typ BING 1/10/126 oder BING 12/10/101.